# Listă de programe de televiziune fantastice
Aceasta este o listă de programe de televiziune fantastice după țară:

## Filme TV și miniseriale
- The Adventures of a Two-Minute Werewolf (1985)
- Crăiasa zăpezii[1]
- Dark Kingdom: The Dragon King
- Descendenții
- Descendenții 2 (2017)
- Descendenții 3 (2019)
- Dungeons & Dragons: Răzbunarea Dragonului Negru
- Gormenghast[2]
- Hercule și amazoanele
- Hercule și cercul de foc
- Hercule și regatul dispărut
- Hercule în labirintul minotaurului[3]
- Hercule in Infern[4]
- Hobitul
- Îngeri in America
- Jack și vrejul de fasole
- Iason și Argonauții: În căutarea lânii de aur
- Kindred: The Embraced[5]
- Earthsea
- Merlin
- Misterul din Avalon[6]
- Neverwhere (1996)[7][8]
- Nick Knight[9][10]
- Omul de tinichea[11]
- Dincolo de hotarul grădinii (2014)[12]
- Peștera Monstrului sacru
- Povești fără sfârșit[13]
- Ucenicul lui Merlin[14]
- Salem's Lot

## Seriale TV

### Africa de Sud
- The Legend of the Hidden City (1996-1998)

### Canada
- The Adventures of Sinbad (1996–1998)
- Beastmaster (1999–2002)
- Blood Ties (2007)
- Camelot (2011)
- Captain Flamingo (2006–2010)
- Forever Knight (1992–1996)
- Friday the 13th: The Series (1987–1990)
- The Listener (2009–2014)
- Missing (2003–2006)
- My Little Pony: Friendship Is Magic (2010-2019)
- Mysticons (2017–2018)
- Lost Girl (2010–2015)
- The Odyssey (1992–1994)
- World of Quest (2008–2009)

### China
- Chinese Paladin (2005)
- The Little Fairy (2006)
- Chinese Paladin 3 (2009)
- Xuan-Yuan Sword: Scar of Sky (2012)
- Swords of Legends (2014)
- Love Weaves Through a Millennium (2015)
- The Journey of Flower (2015)
- The Lost Tomb (2015)
- Wu Xin: The Monster Killer (2015)
- Novoland: Castle in the Sky (2016)
- The Mystic Nine (2016)
- Ice Fantasy (2016)
- Noble Aspirations (2016)
- Candle in the Tomb (2016-2017)
- Three Lives Three Worlds, Ten Miles of Peach Blossoms (2017)
- Tribes and Empires: Storm of Prophecy (2017)
- The Starry Night, The Starry Sea (2017)
- Fighter of the Destiny (2017)
- Ancient Love Song (2017)
- Martial Universe (2017)
- Ever Night (2018)
- Filly Funtasia (2019)
- Novoland: Pearl Eclipse (2021)
- Shining for One Thing (2021)

### Coreea de Sud
- The Legend (2007)
- My Girlfriend Is a Nine-Tailed Fox (2010)
- Secret Garden (2010-2011)
- 49 Days (2011)
- Padam Padam... The Sound of His and Her Heartbeats (2011)
- Arang and the Magistrate (2012)
- Rooftop Prince (2012)
- Queen In-hyun's Man (2012)
- Nine: Nine Time Travels (2013)
- Gu Family Book (2013)
- Master's Sun (2013)
- The only day we didn’t have to work I had a dream about it (2013-2014)
- Oh My Ghostess (2015)
- Scholar Who Walks the Night (2015)
- The Haunted House (2016–prezent)
- Hey Ghost, Let's Fight (2016)
- W - Two Worlds (2016)
- Legend of the Blue Sea (2016-2017)
- Guardian: The Lonely and Great God (2016-2017)
- Tomorrow With You (2017)
- The Bride of Habaek (2017)
- A Korean Odyssey (2017)
- The King: Eternal Monarch (2020)
- Alchemy of Souls(2022)

### Franța
- Argai: The Prophecy (2000)
- Dragon Flyz (1996-7)
- Gawayn
- The Mysterious Cities of Gold (1982-3)
- Spartakus and the Sun Beneath the Sea (1985-7)
- Ulysses 31 (1981-2)

### Filipine
- 100 Days to Heaven
- Agimat: Ang Mga Alamat ni Ramon Revilla
- Agua Bendita
- Alamat
- Ang Mahiwagang Baul
- Ang Panday
- Atlantika
- Captain Barbell
- Daig Kayo ng Lola Ko
- Darna
- Darna
- Darna
- Dyesebel
- Dyesebel
- Dyosa
- Encantadia
- Encantadia
- Encantadia: Pag-ibig Hanggang Wakas
- Etheria: Ang Ikalimang Kaharian ng Encantadia
- Hiraya Manawari
- Honesto
- Ikaw ay Pag-Ibig
- Inday Bote
- Juan dela Cruz
- Kampanerang Kuba
- Kokey
- Kokey at Ako
- Komiks
  - Da Adventures of Pedro Penduko
  - Pedro Penduko at ang Mga Engkantao
  - Kapitan Boom
  - Varga
  - Tiny Tony
  - Dragonna
  - Flash Bomba
  - Nasaan Ka Maruja?
- Krystala
- Kung Fu Kids
- La Luna Sangre
- Lastikman
- Leya, ang Pinakamagandang Babae sa Ilalim ng Lupa
- Lobo
- Majika
- Marina
- Marinara
- Mulawin
- Mutya
- My Dear Heart
- My Little Juan
- My Super D
- Nathaniel
- Okay Ka, Fairy Ko!
- One Day Isang Araw
- Panday
- Pinoy Fantasy
- Pintados
- Princess Sarah
- Spirits
- Starla
- Sugo
- Super Inggo
- Wako Wako
- Wansapanataym
  - Buhawi Jack

### India
- The Adventures of Hatim
- Agadam Bagdam Tigdam
- Akkad Bakkad Bambey Bo
- Aladdin
- Aladdin - Naam Toh Suna Hoga
- Alif Laila
- Arslaan
- Aryamaan – Brahmaand Ka Yodha
- Badi Door Se Aaye Hai
- Baal Veer
- Baalveer Returns
- Betaal Pachisi
- Bhoothnath
- Brahmarakshas
- Chandrakanta[15]
- Chandrakanta[16]
- Chi and Me
- Ek Deewaana Tha
- Gaju Bhai
- Gharwali Uparwali
- Gharwali Uparwali Aur Sunny
- Ghayab Aya
- Hatim
- Hero - Bhakti Hi Shakti Hai
- Ichhapyaari Naagin
- Janbaaz Sindbad
- Jeannie Aur Juju
- Junior G
- Kahani Chandrakanta Ki
- Karma
- Kavach... Kaali Shaktiyon Se
- Maan Na Maan Mein Tera Mehmaan[17]
- The Magic Make-Up Box
- Maha Kumbh: Ek Rahasaya, Ek Kahani
- Maharakshak: Aryan
- Maharakshak: Devi
- Mayavi Maling
- Mohe Rang De
- MTV Fanaah
- Nagin
- Naagini
- Naaginn - Waadon Ki Agniparikshaa
- Naagarjuna – Ek Yoddha
- Nazar
- Ninja Pandav
- Paap-O-Meter
- Prem Ya Paheli – Chandrakanta
- Princess Dollie Aur Uska Magic Bag
- Pritam Pyare Aur Woh
- Pyaar Kii Ye Ek Kahaani
- Qayamat Ki Raat
- Raajkumar Aaryyan
- Rahe Tera Aashirwaad
- Rudra Ke Rakshak[18]
- Sasural Simar Ka
- Seven
- Shaka Laka Boom Boom
- Shaktimaan
- Shaktimaan: The Animated Series
- Shararat
- Singhasan Battisi
- Son Pari
- Super Sisters - Chalega Pyar Ka Jaadu
- Thief of Baghdad
- Vartmaan
- Vicky & Vetaal
- Vikram Aur Betaal
- Yam Hain Hum
- Yam Kisi Se Kam Nahin
- Yom
- Zoran[19]

### Italia
- The Cave of the Golden Rose
- Alisea and the Dream Prince
- The Dragon Ring
- Houses of Doom
- Brivido Giallo
- The Princess and the Pauper
- The Sword and the Heart
- The Chosen
- A come Andromeda
- Odissey
- Il segno del comando
- E.S.P.
- Gamma
- Ritratto di donna velata
- The marbel faun
- Racconti fantastici
- Mia and Me
- Winx Club

### Japonia
- I was the only kid that was kind
- Fairy Tail
- Fullmetal Alchemist
- Gosei Sentai Dairanger
- Hyakujuu Sentai Gaoranger
- Hikari Sentai Maskman
- Juken Sentai Gekiranger
- Kamen Rider Agito
- Kamen Rider Ryuki
- Kamen Rider Hibiki
- Kamen Rider Kiva
- Kamen Rider Wizard
- Kamen Rider Gaim
- Kamen Rider Ghost
- Kyōryū Sentai Zyuranger
- Mahou Sentai Magiranger
- Monkey (TV series)
- Ninja Sentai Kakuranger
- Ninpuu Sentai Hurricaneger
- Pretty Guardian Sailor Moon
- Samurai Sentai Shinkenger
- Seijuu Sentai Gingaman
- Shuriken Sentai Ninninger
- Naruto Shippuden
- Taiyo Sentai Sun Vulcan
- Tensou Sentai Goseiger

### Pakistan
- Belapur Ki Dayan
- Dil Nawaz
- Mera Saaya
- Naagin
- Saaya

### Regatul Unit
- Ace of Wands (1970-1972)
- A Discovery of Witches (TV series)
- Ashes to Ashes
- Atlantis
- Being Human
- Catweazle
- Children of the Stones
- Demons
- Doctor Who
- Genie in the House
- Good Omens
- Jekyll (TV series) (2007)
- Merlin (2008–12)
- The Moon Stallion
- Out of the Unknown
- The Owl Service
- Primeval
- Robin Hood
- Requiem
- Robin of Sherwood (1984–1986)
- The Tomorrow People
- The Mighty Boosh
- Wizards vs Aliens
- The Worst Witch (2017-)
- The City and the City
- Yonderland

### SUA
- Adventure Time (2010-2018)
- Amazing Stories (1985–1987)
- American Dragon: Jake Long (2005-2007)
- Angel (1999–2004)
- Angel from Hell (2016)
- Avatar: The Last Airbender (2005-2008)
- Beauty and the Beast (1987–1990)
- Beastmaster (1999–2002)
- The Best Sex Ever (2002–2003)
- Bewitched (1964–1972)
- Big Wolf on Campus (1999–2002)
- Blackstar (1981)
- Blood Ties (2007)
- Buffy the Vampire Slayer (1997–2003)
- Bunnicula (2016-2018)
- Carnival Row (2019-2023)
- Carnivàle (2003–2005)
- Cavemen (2007)
- Charmed (1998–2006)
- Charmed (2018 TV series) (2018–2022)
- Chilling Adventures of Sabrina (2018-2020)
- Cloudy with a Chance of Meatballs: The Series
- Conan the Adventurer (1997–1998)
- Conan the Adventurer (1992–1993)
- Conan and the Young Warriors (1994)
- Constantine (2014–2015)
- Cursed (2020)
- Danny Phantom (2004-2007)
- Dark Crystal: Age of Resistance, The (2019)
- Dark Shadows (1966–1971)
- Dave the Barbarian (2004-2005)
- Dead Like Me (2003–2004)
- The Dead Zone (2002–2007)
- Descendants: School of Secrets (2015)
- Descendants: Wicked World (2015-2017)
- Disenchantment (2018–2023)
- Dorothy and the Wizard of Oz (2017-2020)
- Down to Earth (1984–1987)
- Dramaworld (2016) (co-produced with South Korea and China)
- DreamWorks Dragons (2012-2014)
- The Dresden Files (2007)
- Drop Dead Diva (2009–2014)
- Dungeons & Dragons  (1983–1985)
- Early Edition (1996–2000)
- Eastwick (2009–2010)
- The Electric Company (2009–2011)
- Emmanuelle in Space (1994)
- The Emperor's New School (2006-2008)
- The Erotic Traveler (2007)
- The Ex List (2008)
- Faerie Tale Theatre (1982–1987)
- The Fairly OddParents (2001-2017)
- The Fairly OddParents: A New Wish (2024-)
- Fantasy Island (1977–1984)
- Fantasy Island (1998–1999)
- Forbidden Science (2009)
- Foster's Home for Imaginary Friends (2004-2009)
- Friday the 13th: The Series (1987–1990)
- The Funny Company (1963)
- Galavant (2015-2016)
- Galtar and the Golden Lance (1985–1986)
- Game of Thrones (2011–2019)
- Ghost Whisperer (2005–2010)
- Gravity Falls (2012-2016)
- The Grim Adventures of Billy & Mandy (2003-2008)
- Grimm (2011–2017)
- He-Man and the Masters of the Universe (1983–1988)
- He-Man and the Masters of the Universe (2002–2004)
- Hercules: The Legendary Journeys (1995–1999)
- Heroes (2006–2010)
- Heroes Reborn (2015–2016)
- Highlander: The Series (1992–1998)
- Highlander: The Raven (1998–1999)
- Highway to Heaven (1984–1989)
- Hotel Erotica (2002–2003)
- Hotel Transylvania: The Series (2017–)
- I Dream of Jeannie (1965–1970)
- The Itsy Bitsy Spider (1994–1996)
- Jennifer Slept Here (1983–1984)
- Joan of Arcadia (2003–2005)
- Just Add Magic (2015-2019)
- Knight Squad (2018–2019)
- Kolchak: The Night Stalker (1974–1975)
- Lost (2004–2010)
- Land of the Lost (1974–1976)
- Land of the Lost (1991–1992)
- The Legend of Korra (2012-2014)
- Legend of the Seeker (2008–2010)
- The Life and Times of Juniper Lee
- The Magicians (2015–2020)
- Manimal (1983)
- The Maxx (1995)
- Medium (2005–2011)
- Mighty Magiswords (2016-2019)
- Moby Dick and Mighty Mightor (1967–1969)
- Monster Squad (1976–1977)
- Mortal Kombat: Conquest (1998)
- The Mystic Knights of Tir Na Nog (1998–1999)
- Nanny and the Professor (1970–1971)
- The New Adventures of He-Man (1990)
- Night Gallery (1969–1973)
- Night Stalker (TV series) (2005)
- Night Visions (2001–2002)
- Ni Hao, Kai-Lan (2007-2011)
- Once Upon a Time (2011–2018)
- Once Upon a Time in Wonderland (2013–2014)
- Out of This World (1987–1991)
- The Originals (2013–2018)
- The Outpost (2018–2021)
- The Oz Kids (1996)
- Pirates of Darkwater (1991–1993)
- Power Rangers (1993–)
- Pushing Daisies (2007–2009)
- Regular Show (2010-2017)
- Riverdale (2017-2023)
- Roar (1997)
- Roswell (1999-2002)
- Sabrina: Superwitch (1977)
- The Sabrina the Teenage Witch Show (1971–1974)
- Sabrina the Teenage Witch (1996–2003)
- Samurai Jack (2001-2017)
- Sanctuary (2008–2011)
- The Secret Circle (2011–2012)
- The Secret Saturdays (2008-2010)
- Shadow and Bone (2021-)
- The Shannara Chronicles (2016–2017)
- Siren (2018-2020)
- Sheena (2000-2002)
- She-Ra: Princess of Power (1985–1987)
- Shirley Temple's Storybook (1958–1961)
- Sleepy Hollow (2013–2017)
- Special Unit 2 (2001–2002)
- Spawn (1997–1999)
- Steven Universe (2013-)
- The Storyteller (1988–1990)
- Superhero Kindergarten (2021–)
- Supernatural (2005–2020)
- Tabitha (1977–1978)
- Teen Angel (1997–1998)
- Teen Wolf (1986–1987)
- Teen Wolf (2011–2017)
- That's So Raven (2003-2007)
- Thrills (2001)
- Thundarr the Barbarian (1980–1982)
- Topper (1953-1955)
- Touched by an Angel (1994–2003)
- Tru Calling (2003–2005)
- True Blood (2008–2014)
- Tutenstein (2003–2008)
- The Twilight Zone (1959–1964)
- The Twilight Zone (1985–1989)
- The Twilight Zone (2002–2003)
- Uncle Grandpa (2013-2017)
- The Vampire Diaries (2009–2017)
- Van Helsing (2016–2021)
- The Wheel of Time (2021-)
- Witchblade (2001–2002)
- The Witcher (2019-)
- Witches of East End (2013–2014)
- Wizards and Warriors (1983)
- Wizards of Waverly Place (2007–2012)
- Wonder Woman (1975–1979)
- Wonderfalls (2004)
- Wynonna Earp (2016–2021)
- Xena: Warrior Princess (1995–2001)
- You Wish (1997–1998)
- Young Blades (2005)

### Alte țări
- Arabela (Czech Republic, 1979-1981)
- The Bureau of Magical Things (Australia, 2018–?)
- Fire Beadman (South Korea, 2005-?)
- Guinevere Jones (Canada/Australia, 2002)
- Heartless (Denmark, 2014–)
- Wiedźmin (Polish, 2002)
- Maggi & Me (Singapore, 2006-2008)
- Split (Israel, 2009-2012)
- The Elephant Princess (Australia, 2008-2011)
- H2O: Just Add Water (Australia, 2006-2011)
- The New Legends of Monkey (New Zealand, 2018-)

## Seriale gotice/horror
- The 10th Kingdom
- American Horror Story
- Angel
- Being Human
- Big Wolf on Campus
- Blood Ties
- Buffy the Vampire Slayer
- Charmed
- Dark Shadows
- Demons
- Fear the Walking Dead
- Jekyll
- Kolchak: The Night Stalker
- The Originals
- Salem's Lot
- Sanctuary
- Sleepy Hollow
- Supernatural
- Teen Wolf (1986 TV series)
- Teen Wolf (2011 TV series)
- True Blood
- The Twilight Zone
- The Vampire Diaries
- The Walking Dead